# منتخب باكستان لاتحاد الرغبي
منتخب باكستان الوطني لاتحاد الرغبي (بالإنجليزية: Pakistan national rugby union team)‏ هو ممثل باكستان الرسمي في المنافسات الدولية في اتحاد الرغبي .